# Гарнісаж

Фрагмен електролізера з гарнісажем: 1 — гарнісаж; 2 — корпус ванни; 6 — анод; 7 — водоохолоджуваний кожух.

Гарніса́ж (від фр. garnissage — футеровка) — у металургії захисний шар із шихтових матеріалів або шлаку, що утворюється для зрівняльності температури на робочих поверхнях стінок робочого простору деяких металургійних агрегатів внаслідок фізико-хімічних взаємодій шихти, футеровки матеріалу та газу.
На відміну від настилу, що утворюється внаслідок порушення технологічного процесу плавки, гарнісаж створюється спеціально і використовується з метою захисту конструкції печі.
Приклад: На рис. схематично показана конструкція герметичного електролізера із захистом стінок ванни від корозійного впливу хлоридно-флуоридного розплаву гарнісажем із солей електроліту. Технологія електролізу розплавлених хлоридів та флуоридів цирконію.